# Hipokaliemijska metabolička alkaloza
Hipokaliemijska metabolička alkaloza spada u spektar poremećaja uzrokovanih mutacijama gena za različite proteinske prenosioce uključene u reapsorpciju natrijuma, kalijuma i hlorida u bubrežnim kanalićima. u koje se tradicionalno svrstavaju u dva sindroma: Baretov i Gitelmanov sindrom. 

## Istorijat
Barterov sindrom (BS) prvi put je opisan 1962. godine, a Gitelmanov sindrom (GS) 1966. godine.

## Etiopatogeneza bolesti
Bolesnici sa hipokaliemijskom metaboličkom alkalozom, tradicionalno se svrstavaju u dva sindroma: Baretov i Gitelmanov sindrom. Danas su jasno određeni geni i njihovi izmenjeni produkti odgovorni za nastanak ovih bolesti, na osnovu kojih se u dijagnostici razlikuje više podtipova bolesti.
U patogenezi, osim direktnih tubularnih gubitaka soli zbog smanjene reapsorpcije, ulogu ima i sekundarno povećano stvaranje prostaglandina E2 (PGE2) u maculi densi i jukstaglomerularnom aparatu. To je posebno izraženo kod smanjene funkcije NKCC2- -prenosioca koji se nalazi i u maculi densi. Povišena koncentracija PGE2 uzrokuje povećanje glomerularne filtracije i aktivaciju renin-angiotenzin-aldosteronskog sistema, a zbog direktne inhibicije reapsorpcije NaCl )kuhinjske soli) i vode pojačava se poliuriju i gubitak tečnosti i elektrolita.
Barterov sindom (BS)
BS se, u odnosu na to koji je gen mutiran, u pet podtipova. Kod tipova od I do IV radi se o autosomno recesivnim bolestima, a kod tip V autosomno dominantnim naslednim bolestima. 
Barterov sindom se sa podjednakom učestalošću javlja: užena i muškaraca i svim rasama sa prevalencijom od 1,2 : 1.000.000 stanovnika,3 stim što je olest češća u porodicama sa konsangvinitetom.
Gitelmanov sindrom (GS)
GS je autosomno recesivna nasledna bolest koja se u praksi javlja češće od Barterov sindom . Njena prevalencija (najverovatnije) iznosi 1 : 40.000.
| Entitet                                                          | Tip Barterovog sindroma | Mutacija kodiranog gena | Oštećenje                                             |
| ---------------------------------------------------------------- | ----------------------- | ----------------------- | ----------------------------------------------------- |
| Barterov sindrom novorođenčeta                                   | tip 1                   | NKCC2                   | Na-K-2cl simporter                                    |
| Barterov sindrom novorođenčeta                                   | tip 2                   | Romka                   | K + kanali rastuće debljine od kolena Henleove petlje |
| Klasični Barterov sindrom                                        | tip 3                   | CLCNKB                  | Cl - kanali                                           |
| Barterov sindrom sa gubitkom sluha                               | tip 4                   | BSND,                   | Cl - pojedini delovi kanala                           |
| Barterov sindrom povezan sa autosomno dominantnom hipokalcemijom | tip 5                   | CASR,                   | Aktiviranje mutacija kalcijum-senzitivnih receptora   |
| Gitelmanov sindrom                                               | -                       | SLC12A3 (NCCT)          | Natrijum-hloridni simporter                           |

## Klinička slika
Zajednička klinička obeležja bolesnika sa Barterovim sindom i Gitelmanovim sindromom su: 
- normalan ili snižen krvni pritisak,
- normalna bubrežna ekskrecijska funkcija u početku bolesti,
- teška hipokaliemija,
- metabolička alkaloza,
- smanjena sposobnost koncentrisanja mokraće
- hiperreninemični hiperaldosteronizam.[1][2][3][4][5][6]

Zbog elektrolitske i acidobazne neravnoteže bolesnici su skloni srčanim aritmijama, sinkopama i nagloj srčanoj smrti.

## Dijagnoza
Zbog relativno velike različitosti u ostaloj kliničkoj slici jedino genetičko testiranje može bolesnika da svsrta u određeni podtip bolesti. 
U diferencijalnodijagnostičkom razmatranju hipokaliemijskih metaboličkih alkaloza nužno je uzeti u obzir i nasledne tubulopatije – Barterov i Gitelmanov sindrom, koje se manifestiraju hipokaliemijom i alkalozom, Iako su te bolesti i njihovi podtipovi genski dobro određeni, klinička slika i fenotipski obliici mogu jako varirati i tada u dijagnostici pomažu nalazi laboratorijske obrade. Na osnovu tih nalaza, posebno odnosa kalcijuma i kreatinina u mokraći i koncentracije magnezijuma u serumu, može se bolesnik relativno dobro svrstati u pojedini sindrom i njegov podtip i na vreme započeti lečenje

## Diferencijalna dijagnoza
Budući da je hipokaliemija čest nalaz u kliničkoj praksi, Barterov sindom i Gitelmanov sindrom su potencijalni diferencijalno dijagnostički problemi o kojima treba uvek voditi računa kod hipokaliemijskih alkaloza, a posebno kod dece.

## Terapija
U lečenju BS-a i GS-a primjenjuju se:
- hrana bogata kalijumom i natrijumom,
- dodaci sa kalijumom, a u GS-u i dodaci sa magnezijumom.
- zbog istovremeno prisutnog deficita hlorida, preporučuju se, kalijum hlorid odnosno magnezijum hlorid.[3]

Od ostalih lekova primjenjuju se inhibitori renin-angiotenzin-aldosteronskog sistema i to spironolakton i ACE-inhibitori ili
antagonisti angiotenzinskih receptora. S obzirom na njihovo antihipertenzivno dejstvo, primena je donekle ograničena kod
bolesnika sa hipotenzijom.
Također se primjenjuju i diuretici koji štede kalijum: triamteren i amilorid. S obzirom na prisutnu hiperprostaglandinemiju, korisnim su se pokazali i nesteroidni antireumatici kao što su ibuprofen i naproksen. Mada kod njih treba voditi računa o potencijalnim neželjenim dejstvima.
Kod bolesnika sa zaostajanjem u rastu primjenjuje se hormon rasta.

## Prognoza
Hipokaliemijske metaboličke alkaloze ako se ne leče, rezultuju znatnim mortalitetom i morbiditetom. Na prognozu bolesnika sa BS-om i GS-om utiče i stepen disfunkcije tubularnih prenosilaca.

## Spoljašnje veze
|  | Molimo Vas, obratite pažnju na važno upozorenje u vezi sa temama iz oblasti medicine (zdravlja). |